# Knapp Éva
Knapp Éva (született Knapp Ilona Éva, Marcali, 1956. május 26. –) magyar irodalomtörténész, könyvtörténész, az MTA doktora, fő kutatási területe az európai és magyarországi kora újkori irodalom története.

## Családja
Ősei egyrészt a XVIII. század első felében az Észak-Dunántúlra érkezett német telepesek, másrészt a középkor óta folyamatosan a Szigetközben élő halászok és egyházi kisnemesek. Szülei Knapp István erdőmérnök (1931–2001) és Kollár Anna tanítónő (1936–2008). 
1980-ban házasságot kötött Tüskés Gábor irodalomtörténésszel, egy gyermekük született: Tüskés Anna (1981–) irodalomtörténész, művészettörténész.

## Szakmai életrajz
1974-ban érettségizett a marcali Lady János (ma Berzsenyi Dániel) Gimnáziumban. 1980-ban szerzett oklevelet az ELTE Bölcsészettudományi Karán (történelem szakos középiskolai tanár és könyvtáros). 1984-től a bölcsészettudomány doktora (irodalom-könyvtártan, témája: Barokk kori mirákulumos könyvek magyarországi búcsújáróhelyekről). 1991-től az irodalomtudomány kandidátusa (témája: Irodalomkínálat és művelődési program a barokk kori társulati kiadványokban). 2000-től az MTA doktora (témája: Irodalmi emblematika Magyarországon a XVI–XVIII. században).
Fő kutatási területe a 16–18. századi európai és magyar irodalomtörténet, a neolatin irodalom, az irodalmi emblematika, valamint a könyv- és könyvtártörténet.
1979–2021 között az ELTE Egyetemi Könyvtár munkatársa. 1991–2009 között a Kézirat- és Ritkaságtár osztályvezetője, 2009–2011 között az átszervezett Kéziratok és Régi Nyomtatványok Osztályának vezetője. 2011-től a könyvtár tudományos munkájának irányítója. 
Több mint négy évtizeden át folyamatosan kutatta, feldolgozta és bemutatta az Egyetemi Könyvtár gyűjteményeit. 2003–2006 között MTA TKI kutatócsoportot vezetett a könyvtár metszetgyűjteményének feldolgozására. 

### Kiállítások
Az 1980-as évektől számos tudományos kiállítást rendezett bemutatva a könyvtár állományát és felfedezetlen értékeit, így például 1989: Valuable Historical Maps – a Nemzetközi Bibliofil Társaság felkérésére; 2002: Magyarország képe a kora újkori német irodalomban; 2007: A Zrínyiek és Európa; 2009: A csillagok törvényei; 2009: Herbáriumok; 2011: Az ismeretlen Mikes; 2012: Pázmány-relikviák a budapesti Egyetemi Könyvtárban; 2013: Csillagászat-történeti tudásvagyon; 2016: Az Egyetemi Könyvtár Corvinái; 2017–2018: Luther-nyomtatványok; 2018: Hunyadi (I.) Mátyás és az igazságszolgáltatás – az Országos Bírósági Hivatal felkérésére; 2019: II. Rákóczi Ferenc emlékezete.

## Monográfiák, tanulmánykötetek
- Szilárdfy Zoltán–Tüskés Gábor–Knapp Éva: Barokk kori kisgrafikai ábrázolások magyarországi búcsújáróhelyekről; Egyetemi Könyvtár, Bp., 1987 (Fontes et studia)
- Tüskés Gábor–Knapp Éva: Volksfrömmigkeit in Ungarn. Beiträge zur vergleichenden Literatur- und Kulturgeschichte; Röll, Dettelbach, 1996 (Quellen und Forschungen zur europäischen Ethnologie)
- The Sopron collection of Jesuit stage designs; szerk. Jankovics József, előszó Fagiolo Marcello, tan. Knapp Éva, Kilián István, ikonográfia Bardi Terézia; Enciklopédia, Bp., 1999
- Officium Rákóczianum. Az I. Rákóczi Ferencről elnevezett imádságoskönyv története és nyomtatott kiadásai; Borda Antikvárium, Bp., 2000
- Tüskés Gábor–Knapp Éva: Népi vallásosság Magyarországon a 17-18. században. Források, formák, közvetítők; Osiris, Bp., 2001
- Pietás és literatúra. Irodalomkínálat és művelődési program a barokk kori társulati kiadványokban; Universitas, Bp., 2001 (Historia litteraria)
- "Gyönyörű volt szál alakja". Szent István király ikonográfiája a sokszorosított grafikában a XV. századtól a XIX. század közepéig; Borda Antikvárium, Bp., 2001
- Tüskés Gábor–Knapp Éva: Az egyházi irodalom műfajai a XVII-XVIII. században. Tanulmányok; Argumentum, Bp., 2002 (Irodalomtörténeti füzetek)
- Irodalmi emblematika Magyarországon a XVI-XVIII. században. Tanulmány a szimbolikus ábrázolásmód történetéhez; Universitas, Bp., 2003 (Historia litteraria)
- Knapp Éva–Tüskés Gábor: Emblematics in Hungary. A study of the history of symbolic representation in renaissance and baroque literature; Niemeyer, Tübingen, 2003 (Frühe Neuzeit)
- Az elfátyolozott arckép: Kis István Báró Radák Polikséna haláláról készített verseinek életrajzi és irodalomtörténeti hátteréhez; Zebegény, Borda Antikvárium, 2003.
- Knapp Éva–Tüskés Gábor: Populáris grafika a 17-18. században; Balassi, Bp., 2004
- Libellus. Válogatott könyv- és könyvtártörténeti tanulmányok; Balassi, Bp., 2007
- "Judit képit én viseltem". Kora újkori színház- és drámatörténeti tanulmányok; Argumentum, Bp., 2007 (Irodalomtörténeti füzetek)
- "A lói tanáts zabolázója", 1-3; Borda Antikvárium, Zebegény, 2007–2009
  - 1. Berei Farkas András vándorköltő élete és munkássága, 1770–1832; 2007
  - 2. Berei Farkas András munkáinak bibliográfiája; 2007
  - 3. Berei Farkas András vándorköltő társadalmi kapcsolatai és irodalmi elhelyezése. Mutatók és javítások; 2009
- Tüskés Gábor–Knapp Éva: Germania Hungaria litterata. Deutsch-ungarische Literaturverbindungen in den frühen Neuzeit; Weidler, Berlin, 2008 (Studium litterarum)
- Knapp Éva–Tüskés Gábor: Sedes Musarum. Neolatin irodalom, tudománytörténet és irodalomelmélet a kora újkori Magyarországon; Debreceni Egyetemi Kiadó, Debrecen, 2009 (Csokonai könyvtár)
- Knapp Éva–Tüskés Gábor: Az ismeretlen Mikes – Der unbekannte Mikes: Az ELTE Egyetemi Könyvtár és az Egri Főegyházmegyei Könyvtár kiállítása Mikes Kelemen halálának 250. évfordulóján; Budapest–Eger, Eszterházy Károly Főiskola–ELTE Egyetemi Könyvtár, 2011.
- Csillagászat-történeti tudásvagyon. Kiállítás az ELTE Egyetemi Könyvtár csillagászati kézirataiból és nyomtatványaiból. 2013. október 29–2014. március 28.; ELTE Egyetemi Könyvtár, Bp., 2012 (Kiállítások az ELTE Egyetemi Könyvtárban)
- Pázmány-relikviák a budapesti Egyetemi Könyvtárban. Pázmány Péter pozsonyi magánkönyvtárának kötetei a budapesti Egyetemi Könyvtárban. Kiállítás 2012. december 13–2013. március 29. Tanulmány, katalógus; ELTE Egyetemi Könyvtár, Bp., 2012 (Kiállítások az ELTE Egyetemi Könyvtárban)
- Knapp Éva–Szögi László: Az Eötvös Loránd Tudományegyetem Egyetemi Könyvtára; ELTE Egyetemi Könyvtár, Bp., 2012
- Martin von Cochem Magyarországon, 1-4.; Borda Antikvárium, Zebegény, 2014–2023 (Régi magyarországi vallásos nyomtatványok)
  - 1. Mennyei követek / Len kötelecske / Az két atyafi szent szüzek Gertrudis és Mechtildis imádságos könyve; 2014
  - 2. Pótlások és kiegészítések az első részhez / Jó illatú kis rózsáskertek / Sigray Erzsébet Róza Jó illatú rózsáskertje; 2016
  - 3. Pótlások és kiegészítések a második részhez / Baumgarten / VI. Pius pápa imádságos könyve; 2019
  - 4. Himmelschlüssel: Martin von Cochem in Ungarn; 2023
- Tüskés Gábor–Knapp Éva: A Fortunatustól a Törökországi levelekig. Válogatott tanulmányok; Universitas–MTA BTK ITI, Bp., 2015 (Historia litteraria)
- Librum evolvo. Eszme- és könyvtörténeti tanulmányok a XVI-XX. századból; Reciti, Bp., 2017
- Tüskés Gábor–Knapp Éva: Litterae Hungariae. Transformationsprozesse im europäischen Kontext (16–18. Jahrhundert); MV Wissenschaft, Münster, 2018
- Andocs; Borda Antikvárium, Zebegény, 2020 (Régi magyarországi vallásos nyomtatványok)
- Tüskés Gábor–Knapp Éva: A textualizált Rákóczi; Balassi, Budapest, 2023
- Tüskés Gábor–Knapp Éva: "testetlen ige egy szellemi hazában" Mikes Kelemen, Budapest, Balassi Kiadó, 2024
- Regenaratio et constantia: Egy 18. századi dél-dunántúli település, Mesztegnyő újjáéledés az egyházi források tükrében, Pécs, Pécsi Történettudományért Kulturális Egyesület, 2025. (Thesaurus Historiae Ecclesiasticae in Universitate Quinqueeclesiensi 14.)

## Szerkesztett kötetek
- Szögi László–Knapp Éva–Farkas Gábor (szerk.): Régi magyar egyetemek emlékezete: Memoria Universitatum et Scholarum Maiorum Regni Hungariae 1367–1777, Budapest, Eötvös Loránd Tudományegyetem, 1995.
- Varga Imre–Alszeghy Zsoltné–Berecz Ágnes–Keresztes Attila–Kiss Katalin–Knapp Éva (Sajtó alá rendezte): Ismeretlen szerzők: programok, színlapok, Budapest, Argumentum–Akadémiai, 1995.
- Knapp Éva–Tüskés Gábor (szerk.): Az Esterházy család és a magyarországi művelődés: Képek és szövegek a XVII-XIX. századból, Budapest, MTA Bölcsészettudományi Kutatóközpont, 2013.
- Az Egyetemi Könyvtár Corvinái, Budapest, ELTE Egyetemi Könyvtár, 2016.
- "Luther-nyomtatványok" - "Martin Luther in Prints": A lutheri reformáció emlékei az ELTE Egyetemi Könyvtár és Levéltárban a XVI-XVII. századból - Relics of Luther's Reformation from the 16th and 17th centuries at the University Library and Archives, Eötvös Loránd University, Budapest, ELTE Egyetemi Könyvtár és Levéltár, 2017, 2018.

### MTMT-publikációk
Magyar Tudományos Művek Tára – Knapp Éva adatlapja.

## Díjak, kitüntetések
- 2004: Klaniczay-díj (megosztott)
- 2011: Faludi Ferenc Alkotói Díj
- 2011: Emléklap az Egyetemi Könyvtár fennállásának 450. évfordulójára
- 2011: ELTE Egyetemi Könyvtár könyvtáros főtanácsos
- 2013: „Mesztegnyő Községért” kitüntető cím
- 2020: ELTE Mária Terézia Emlékérem, bronz fokozat

## Médiaszereplések, tudományos előadások
- Pázmány Péter magánkönyvtára c. előadás, ELTE Egyetemi Könyvtár, 2012. május 3.
- „Ex mellifluis verbis” Martin von Cochem (Linius, 1634–1712) egy imádságoskönyve magyarul (1681) c. előadása, 2012. május 24.
- Knapp Éva vezetése a Pázmány Péter magánkönyvtára c. kiállításon, Budapesti Egyetemi Könyvtár, 2012. szeptember 13-15.
- Spangár András és a Magyarok Bibliotékája c. előadás, Budapest, 2013. április 16.
- „Volucris rota, vertitur anni” Zrínyi Miklós, Listius László és Esterházy Pál szerencse- és évszakverseinek poétikatörténeti hátteréhez c. előadás, Szekszárd, 2014. május 22.
- VI. Pius pápa imádságos könyve – magyarul és Magyarországon c. előadás, Miskolc, 2014. október 1.
- A rodostói Rákóczi-könyvtár új rekonstrukciós kísérlete c. előadás, Szeged, 2015. május 30.
- Arbor haereseon c. előadás, Debrecen, 2017. május 19.
- II. Rákóczi Ferenc Aspirationes/Aspirations című művének irodalmi mintáihoz c. előadás, Pécs, 2019. május 24.